# HD 42341
HD 42341，又名BD-14 1348，SAO 151178、HR 2183，是一颗恒星，视星等为5.56，位于銀經221.53，銀緯-15.74，其B1900.0坐标为赤經6h 5m 2s，赤緯-14° -15.74′ 4″。